# Abraham Adler
Abraham Adler (Schwebheim, 1850. június 11. – Lipcse, 1922. április 23.) német közgazdász, az üzleti oktatás egyik úttörője.

## Élete
Egy zsidó kereskedő gyermeke volt. Alapfokú tanulmányait szülővárosában végezte, ezután Würzburgban tanári szemináriumot végzett. Felsőfokú tanulmányait a Müncheni Műszaki Egyetemen végezte. Itt tanulmányai mellett irodákban is dolgozott, így szerzett gyakorlati tapasztalatokat. 1870-ben kereskedelmi tanári vizsgát tett, ezután az aschaffenburgi kereskedelmi iskolában kezdett dolgozni.
Carl Gustav Odermann, a kor ismert közgazdásza, a lipcsei állami kereskedelmi főiskola igazgatója 1873 áprilisában az intézménybe hívta. Adler haláláig itt tanított. Már 1873 októberében doktori fokozatot szerzett David Ricardo és Henry Charles Carey alapnyugdíjról alkotott véleményéről írott dolgozatával. 1874 végén vagy 1875 elején Adler a főiskola igazgatóhelyettese lett, e tisztét 1907-ig töltötte be. Carl Gustav Odermann, Carl Wolfrum és Hermann Raydt igazgatók alatt dolgozott. Komoly tekintélyre tett szert a német oktatási rendszerben, könyvelési, kereskedelmi számtani tankönyvei igen nagyra becsültek voltak. Adler érdeme az is, hogy az iskolában a  tanulók létszáma az 1873. évi 321-ről 1907-re 921-re növekedett. 1899-ben kapta meg a professzori címet.  A közgazdász Wilhelm Roscherrel együtt az 1898-ban megalapított kereskedelmi főiskola egyik kezdeményezője volt. Itt 1900-tól tanulmányi igazgatóhelyettes volt, megalapította az üzleti tanári szemináriumot, valamint a könyvvizsgálói tanfolyamot. 1910-ben a szász kulturális miniszter az összes szász felsőoktatási intézmény tanácsadójává nevezte ki. 1912-ben kezdte meg tízéves hivatali idejét mint a kereskedelmi főiskola tanulmányi igazgatója. 1916-ban kezdeményezte az első kereskedelemtudományi tanszék létrehozását, amelynek vezetője korábbi hallgatója, Hermann Großmann lett.
Megalapította az Adóügyi Intézetet, amely az adószakértők képzésében játszott fontos szerepet. 
1915 és 1922 közt a Lipcsei Zsidó Hitközség tiszteletbeli vezetője volt. 1916-ban titkos tanácsossá nevezték ki, 1920-ban (70. születésnapja alkalmából) több intézmény is hivatalosan kitüntette. A Francia Akadémia elismerésben részesítette, a Frankfurti Főiskola a politológia tiszteletbeli doktori címét adta neki. Mindezen kitüntetések ellenére neki és szintén zsidó kollégájának, Robert Sternnek 1906-tól folyamatosan harcolniuk kellett az antiszemita támadások ellen. 1913-ban a lipcsei Városi Tanács tagja, Bennewitz mobilizálta a kereskedelmi főiskola hallgatóit a zsidó származású tanárok ellen, a hallgatók többsége azonban szolidaritást vállalt a tanárokkal az első világháború előtt és alatt, s támogatta a zsidó professzorokat. A háború után ez megváltozott. 1919-ben a Lipcsei Egyetemen magánjogi tanszéket hoztak létre. A kereskedelmi egyetem hallgatói attól tartottak, hogy végzettségüket vesztik, s követelték intézményüknek a Lipcsei Egyetemhez való csatlakozását. A csatlakozás körüli vita hosszú volt, telve Adler és életműve elleni antiszemita rágalmakkal. Megromlott egészsége miatt Adler 1922-ben elhunyt, temetésén antiszemita tüntetés volt, több zsidó hallgatót bántalmaztak. 
Adler 1883-ban vette feleségül az Aschaffenburgból származó, nála három évvel fiatalabb Henriette Adlert (elhunyt: 1901). Két lányuk született, Johanna (született: 1884) és Emilie (született: 1887). Johanna a Lipcsei Egyetemen dolgozott, 1938-ban a nácik nyomására elbocsátották, később Auschwitzba deportálták, ahol meggyilkolták.  Fiatalabb lánya 1933-ban Svájcba emigrált, a második világháború után ő tette közzé apja életrajzát.

## Fordítás
- Ez a szócikk részben vagy egészben  az   Abraham Adler (Volkswirt) című német Wikipédia-szócikk ezen változatának fordításán alapul.  Az eredeti cikk szerkesztőit annak laptörténete sorolja fel. Ez a jelzés csupán a megfogalmazás eredetét és a szerzői jogokat jelzi, nem szolgál a cikkben szereplő információk forrásmegjelöléseként.